# Jordi Ribera
Jordi Ribera Romans, né le 5 mars 1963 à Sarrià de Ter, est un entraîneur de handball espagnol. 
Après avoir été entraineur de clubs espagnols puis sélectionneur du Brésil de 2005 à 2008 puis de 2012 à 2016, il est depuis l’été 2016 sélectionneur de l’équipe nationale d'Espagne avec laquelle il remporte le Championnat d'Europe en 2018 et en 2020 .

## Palmarès d'entraîneur
En équipe nationale du Brésil
- Championnat panaméricain 2006 :
- Jeux panaméricains 2007 :
- Championnat panaméricain 2008 :
- Championnat du monde 2015 : 16e place
- Jeux panaméricains 2015 :
- Championnat panaméricain 2016 :
- Jeux olympiques 2016 : 7e place

En équipe nationale d'Espagne
- Championnat du monde 2017 : 5e place
- Championnat d'Europe 2018 :
- Championnat du monde 2019 : 5e place
- Championnat d'Europe 2020 :

En clubs
- vainqueur de la Coupe ASOBAL 2008-2009 (avec Ademar León)

## Notes et références

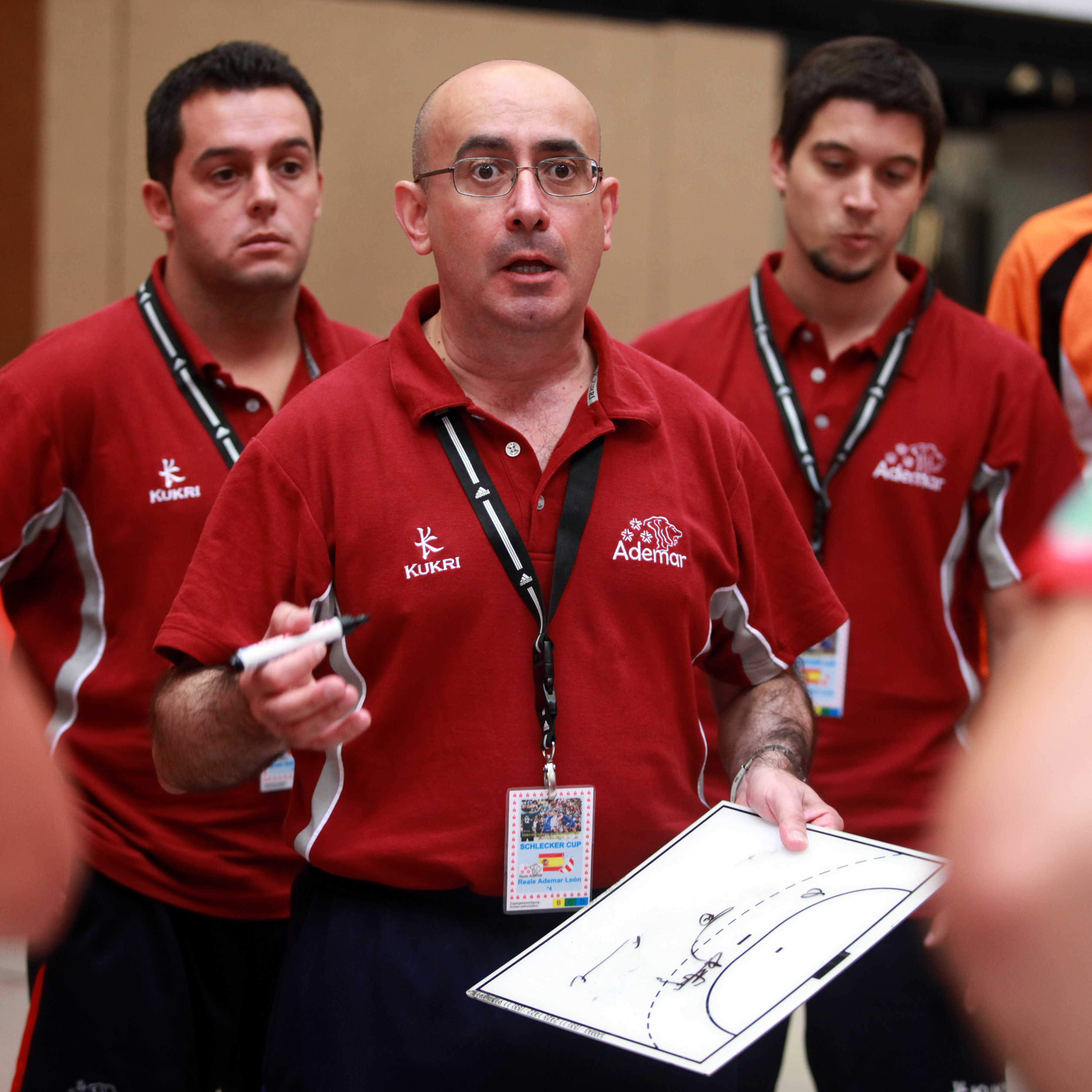
Jordi Ribera en 2010.